# Station Ngujang
Ngujang is een spoorwegstation in de Indonesische provincie Oost-Java.

## Bestemmingen
- Rapih Dhoho: naar Station Blitar en Station Surabaya Gubeng